# Wolfgang Pissors
Wolfgang Pissors (* 16. Dezember 1958 in Lindenberg im Allgäu, Bayern) ist ein deutscher Schauspieler und Sänger.

## Biografie
Wolfgang Pissors besuchte von 1989 bis 1992 die Schauspielschule Cours Simon und von 1996 bis 2001 das Frédéric-Chopin-Konservatorium („Atelier Lyrique“ unter der Leitung von Claude Allard).
Er lebt in Paris und ist als Theater- und Filmschauspieler sowie als Sänger in Frankreich tätig.
Er wirkte in zahlreichen internationalen Filmen und Fernsehspielen mit und arbeitete mit folgenden Regisseuren zusammen: Woody Allen, Philippe Bérenger, Luc Besson, Joyce Bunuel, Paul Cowan, Stephen Frears, Robert Guédiguian, Caroline Huppert, Claude Lelouch, Jean-Paul Rappeneau und Jérôme Salle.
Als Theaterschauspieler war er vor allem unter der Leitung der Regisseure Nicolas Liautard und Christian Schiaretti zu sehen.
Zudem war er mit Nicolas Liautard für die französische Bühnenfassung von Kafkas Roman ‘Amerika’ verantwortlich, (Aufführungen 2007: Théâtre de la Tempète und La Scène Watteau).
Seit 1998 ist er als Schauspieler, Sänger und Tänzer Mitglied des Tanztheater-Ensembles der Choreografin Myriam Dooge.
Die französische Pianistin und Komponistin Isabelle Serrand komponierte 2016 Chansons für Wolfgang Pissors mit Texten des Dichters Jean-Pierre Siméon. Zudem gingen Serrand und Pissors 2013 in Deutschland (Berlin, Leipzig, Dresden, Bonn u. a.) mit dem Eisler-Kosma-Programm „Zusammen*Ensemble“ auf Tournee.

## Filmografie (Auswahl)
- 2000: Zwei Frauen in Paris (Deux femmes à Paris)
- 2002: Monsieur Batignole
- 2003: The Statement
- 2006: Die Queen (The Queen)
- 2008: Female Agents – Geheimkommando Phoenix (Les femmes de l'ombre)
- 2008: Largo Winch – Tödliches Erbe (Largo Winch)
- 2009: Versailles 1919, ein Vertrag und kein Frieden (Paris 1919: Un traité pour la paix)
- 2011: Largo Winch II – Die Burma-Verschwörung (Largo Winch II)